# Lucia Mastrodomenico
Lucia Mastrodomenico (Calitri, 9 maggio 1952 – Napoli, 1º gennaio 2007) è stata una giornalista e femminista italiana.

## Biografia
Nasce a Calitri, comune della provincia di Avellino. Dopo un anno dalla sua nascita, nel 1953, la famiglia si trasferisce a Napoli; tuttavia rivendicherà sempre con orgoglio le sue origini irpine.
Nel 1973, all’età di 21 anni, completati gli studi magistrali, e dopo prime esperienze d’impegno sociale e civile nell’ambito del movimento dei "Cattolici del Dissenso" , fonda insieme alla sorella Cinzia, ed altri giovani attivisti, la Mensa dei Bambini Proletari di Napoli, un’esperienza politica, sociale, pedagogica e culturale che aggregò per anni bambini e famiglie del quartiere popolare di Montesanto . 
Si dedicherà alla "Mensa" a tempo pieno, fino alla fine degli anni ‘70.
Nel 1974 sposa Roberto Landolfi, medico volontario presso il "Collettivo Sanitario" della Mensa dei Bambini Proletari, fra i fondatori, nel 1976, del "Centro di Medicina Sociale di Giugliano" .
Nei primi anni ’80 aderisce ai movimenti femministi, mettendo in crisi il modello organizzativo e maschilista della "Mensa" dalla quale si andrà gradualmente discostando. 
Entra a far parte del movimento delle "Nemesiache"  , collettivo femminista napoletano fondato dall’artista Lina Mangiacapre che professava una totale autonomia da schemi e omologazioni culturali maschili, esplorando le molteplici potenzialità espressive dell’ "Essere Donna" dal teatro al cinema, dalla pittura alla comunicazione visiva.  
Da tale esperienza si allontanerà successivamente, spinta dal bisogno di ulteriore ricerca e di maggiore approfondimento teorico e politico.
Divenuta giornalista nella seconda metà degli anni ‘80, inizia a lavorare per le pagine culturali di diversi quotidiani e riviste, tra i quali "Il Paese delle Donne". 
In questo stesso periodo sperimenta in prima persona i contenuti della creatività e della bellezza: sarà indossatrice per importanti griffe di moda ed aprirà una boutique di sue creazioni a Ponza, isola di origine del marito e luogo al quale resterà legata per tutta la sua esistenza.
Insieme con Luisa Cavaliere, scrittrice ed esponente del movimento femminista, aderisce all’associazione di donne "Lo Specchio di Alice" .
Nel 1988 fonda e dirige la rivista di politica e cultura delle donne "Madrigale" , attraverso la quale ha modo di esprimere, in maniera più autonoma e completa, la propria concezione politica ed etica dei temi femministi. 
La rivista, pubblicata fino al 1993, si ritaglierà un proprio spazio nell’ambito dell’editoria femminista italiana.
Nello stesso periodo partecipa alla fondazione di una piccola casa editrice indipendente napoletana, la "Magistra Editore", a cui sarà poi affidata la pubblicazione del suo libro "Gli anni ’70 e Napoli" .
Nel corso degli anni Novanta si avvicina ai temi dell’immigrazione femminile, lavorando, in collaborazione con la Comunità di Capodarco, ad un progetto multiculturale e di riscatto sociale attraverso il lavoro, indirizzato a donne immigrate presenti sul territorio napoletano: con gli abiti realizzati dalle partecipanti organizzerà, a Napoli, una sfilata di moda in piazza col fine di presentare il percorso realizzato e stimolare una riflessione pubblica sulla condizione delle donne immigrate.
A partire dal racconto di questa esperienza nasce il saggio "Dèfilè", pubblicato nel 1999 dalla casa editrice "L’Ancora del Mediterraneo" e di cui sarà curatrice.
Nel 2001, in qualità di esperta, viene nominata membro della "Commissione Pari Opportunità della Regione Campania":
anche nell’ambito operativo istituzionale, fino a quel momento a lei estraneo, prosegue il suo impegno facendosi promotrice di convegni incentrati sui temi della parità di genere, la differenza sessuale e l’autorità femminile. 
Del 2005 è l’iniziativa, sempre nell’ambito delle attività della Commissione regionale, "Ricette di Solidarietà: l’impegno umanitario delle donne" .
Dello stesso anno è l’incontro con la psicoanalista, filosofa e femminista Luce Irigaray, avvenuto in occasione della conferenza "Imparare ad Amare", promossa e organizzata da Lucia Mastrodomenico presso l’Istituto Italiano per gli Studi Filosofici.
La lunga intervista condotta dalla stessa Mastrodomenico sarà poi inserita dalla filosofa in apertura del suo volume "Oltre i propri confini" , pubblicato nel 2007.
Nel 2006 fonda, con la filosofa napoletana Angela Putino , la rivista "AdaTeoriaFemminista", che intende approfondire la riflessione sugli aspetti teorici della politica e cultura delle donne .
Sul numero 2 della rivista, postumo, viene pubblicato il suo ultimo articolo "Solo l’amore salva".
Muore all’alba del 01 Gennaio 2007, all’età di cinquantaquattro anni .
Nel luglio del 2007 viene fondata a Napoli l’Associazione "Madrigale per Lucia – nel ricordo di Lucia Mastrodomenico" per tenere viva la memoria del suo impegno, del suo pensiero e del suo agire.
L’Associazione organizza annualmente il "Premio Lucia Mastrodomenico", indirizzato agli studenti degli Istituti Superiori di Napoli e provincia, che premia i migliori elaborati scritti ed artistico-espressivi ispirati dai temi che furono oggetto di riflessione e analisi dell’attivista napoletana. Giunto nel 2024 alla sua decima edizione, il premio vede oggi partecipi anche gli studenti dell’I.I.S. "A. M. Maffucci" di Calitri, paese di nascita della Mastrodomenico.
Nel 2012, anche il Comitato Pari Opportunità dell’Unione Industriali di Napoli, istituisce un premio alla memoria di Lucia Mastrodomenico, per le migliori tesi di laurea aventi ad oggetto di studio le politiche di genere e le pari opportunità  
Dal 2013, l’Associazione edita un periodico online, "Madrigale per Lucia – L’Altalena". 

## Opere
- Lucia Mastrodomenico, Io-Lo specchio-L’altra: la relazione tra donne: esperienze, memorie, percorsi degli ultimi dieci anni, Napoli, Giannini, 1987.
- Lucia Mastrodomenico, Gli anni ’70 e Napoli, Napoli, Magistra, 1993.
- Lucia Mastrodomenico, Défilé, Napoli, L'Ancora, 1999.
- Lucia Mastrodomenico, Etica e Salute, in Roberto Landolfi (a cura di), Il mestiere del medico: etica e servizi sanitari, Napoli, L'Ancora del Mediterraneo, 2006.
- Lucia Mastrodomenico, Solo l’amore salva, Napoli, Liguori, 2012.